# Иеринг, Герберт
Герберт Иеринг (нем. Herbert Ihering; 29 февраля 1888, Шпринге, — 15 января 1977, Берлин) — немецкий театральный деятель, театральный и литературный критик, кинокритик.

## Биография
Герберт Иеринг родился в Шпринге (Нижняя Саксония) в семье асессора местного суда; изучал историю, философию и германистику. Его статьи о современной драме привлекли внимание издателя берлинского журнала «Сцена» (Die Schaubuhne) Зигфрида Якобсона, и в 1909 году Иеринг стал постоянным автором этого издания.
В 1914—1918 годах Иеринг был литературным сотрудником венской «Фольксбюне». По возвращении в Берлин в 1918 году сотрудничал в газете «Берлинер бёрзен-курир» (Berliner Börsen-Courier). В легенду вошла его многолетняя полемика с другим авторитетным критиком той эпохи — Альфредом Керром, постоянным обозревателем газеты «Берлинер тагеблат»: если Керр долгое время был приверженцем натурализма, а в дальнейшем — «волшебного театра» Макса Рейнхардта, то Иеринг, напротив, поддерживал всё новое и непривычное как в драматургии, так и на сцене. Позже Иеринг писал, что динамизм, которого не хватало революции, следовало найти в театре; на протяжении многих лет он поддерживал экспрессионистов, но в начале 20-х годов понял, что экспрессионизм себя исчерпал.
Случалось, что, поддерживая молодых драматургов левых взглядов, Иеринг переоценивал их дарования и собственно левизну, как в случае с Арнольтом Бронненом, который уже во второй половине 20-х годов поправел и сблизился с национал-социалистами. В то же время Эрнст Шумахер считал «исторически проницательной» поддержку, оказанную критиком молодому Бертольту Брехту, чьи пьесы в начале 20-х годов с трудом находили путь к зрителям. Представляя Брехта в 1922 году на Премию имени Г. Клейста, непосредственно за пьесу «Барабаны в ночи», Иеринг писал: «Его драмы — и „Барабаны в ночи“, и в ещё большей степени „Ваал“ и „В джунглях городов“ — суть новые по своему поэтическому наполнению творения мировой значимости… Сегодня до́лжно возвестить о рождении драматурга, способного будоражить наше воображение и волновать наши сердца как никто другой после ухода от нас Ведекинда».
Как влиятельный театральный критик, Иеринг немало способствовал и карьере режиссёров-новаторов — Эрвина Пискатора, Эриха Энгеля, Юргена Фелинга.

### В Третьем рейхе
Известный в годы Веймарской республики как публицист левых взглядов, Иеринг после прихода нацистов к власти в 1933 году не покинул Германию, как многие его друзья. Керр, до 1933 года выступавший против НСДАП, эмигрировал, а Иеринг занял его место в «Берлинер тагеблат». Правда, в 1936 году он был исключён из Имперской палаты печати за «преднамеренный и систематический саботаж национал-социалистического обновления», после чего вплоть до 1942 года работал в кинокомпании «Тобис» под руководством Эмиля Янингса.
В начале 40-х годов Иернг опубликовал серию аполитичных портретов актёров, в том числе книгу о Янингсе. В 1942—1945 годах был интендантом венского Бургтеатра.

### В Восточной Германии
После окончания Второй мировой войны Иеринг вернулся в Берлин и поселился в его восточном секторе. В 1945 году Густав фон Вангенхайм пригласил его в Немецкий театр в качестве заведующего литературной частью; с Вольфгангом Лангхофом, сменившим Вангенхайма на посту интенданта в 1946 году, Иеринг не сработался и в 1954 году в результате разногласий покинул театр. Был постоянным сотрудником журналов «Зинн унд форм» (Sinn und Form) и «Зоннтаг» (Sonntag).
Активная, пусть и аполитичная деятельность Иеринга во времена нацистской Германии подорвала его репутацию; ещё в 1936 году Клаус Манн вывел его в своём романе «Мефистофель» под именем доктора Ирига, критика-оппортуниста. Тем не менее Иеринг был членом Академии искусств ГДР, на протяжении ряда лет — секретарём секции исполнительского искусства; с 1973 года — почётным членом Академии. Как критик и театровед он был удостоен ряда престижных премий.
В настоящее время в Германии существует Общество Герберта Иеринга (Herbert Ihering-Gesellschaft), основанное в 1993 году

## Избранные сочинения
- «Режиссёр и сценограф» (Regisseure und Bühnenmaler, 1921)
- «Борьба вокруг театра» (Der Kampf ums Theater, 1922)
- «Современная драматургия» (Aktuelle Dramaturgie, 1924)
- «Обособленная театральная критика» (Die vereinsamte Theaterkritik, 1927)
- «Рейнхард, Йесснер, Пискатор, или Смерть классика?» (Reinhardt, Jessner, Piscator, oder Klassikertod? 1929)
- «Скрытая реакция» (Die getarnte Reaktion, 1930)
- «Эмиль Яннингс — архитектор своей жизни и своих фильмов» (Emil Jannings — Baumeister seines Lebens und seiner Filme, 1941)
- «Режиссура» (Regie, 1943)
- «Берлинская драматургия» (Berliner Dramaturgie, 1947)
- «Молодые актёры» (Junge Schauspieler, 1948)
- «Театральный город Берлин» (Theaterstadt Berlin, 1948)
- «Двадцатые годы» (Die Zwanziger Jahre, 1948)
- «Генрих Манн» (Heinrich Mann, 1951)
- «В поисках Германии» (Auf der Suche nach Deutschland, 1952)
- «Актёр в развитии» (Schauspieler in der Entwicklung, 1956)
- «Мировое искусство пантомимы» (Die Weltkunst der Pantomime, 1956)
- «Бертольт Брехт и театр» (Bertolt Brecht und das Theater, 1959)
- «От Рейнхардта до Брехта. Четыре десятилетия театра и кино» (Von Reinhardt bis Brecht. Vier Jahrzehnte Theater und Film, 1961)